# Pozzano
Pozzano is een plaats (frazione) in de Italiaanse gemeente Castellammare di Stabia.